# Jolanda Neff
Jolanda Neff (Sankt Gallen, 5 januari 1993) is een Zwitserse mountainbikster en wielrenster.

## Biografie

### Mountainbiken
Neff begon in 1999 met mountainbiken. In 2008 behaalde ze haar eerste officiële Nationale titel bij de nieuwelingen. In 2010 en 2011 kwam Neff uit bij de junioren. Ze behaalde verschillende wereldbekerzeges, en werd Europees kampioene.
Hierna maakte ze de overstap naar de beloften. Tussen 2012 en 2014 werd ze drie maal op rij met grote voorsprong wereldkampioene, door respectievelijk Jana Belomoina, Pauline Ferrand-Prévot en Margot Moschetti voor te blijven. In 2012 werd ze ook Europees kampioene.
In 2013 zette ze voorzichtig haar eerste stapjes tussen de elites, dit bij het Nederlandse Giant Pro XC Team. Haar beste uitslag in de wereldbeker was een zevende plek in Vallnord en Mont-Sainte-Anne, ze werd ook zevende in het eindklassement. In het daaropvolgende seizoen domineerde Neff in de Wereldbeker. Ze won drie van de zeven manches en werd zo eindlaureate. Een jaar later deed ze dit nog eens netjes over, door ditmaal drie van de zes manches op haar naam te schrijven. In dat jaar won ze ook haar eerste Europese titel bij de profs en won ze het mountainbiken op de Europese Spelen te Bakoe.
2016 stond volledig in het teken van de Olympische Zomerspelen. In voorbereiding hierop won ze twee manches van de wereldbeker en verlengde ze haar Europese titel. Op de Spelen zelf kende Neff een goede start. Na drie ronden reed ze samen met de Poolse Maja Włoszczowska en Jenny Rissveds uit Zweden aan de leiding. Echter moest ze de rol lossen. Ze eindigde uiteindelijk als zesde op meer dan twee minuten van winnares Rissveds. Op 27 juli 2021 wist ze wel op zeer overtuigende wijze tijdens de (door COVID-19 uitgestelde) Olympische Spelen 2020 in Tokyo de gouden medaille in de wacht te slepen. Neff werd op het podium geflankeerd door twee landgenoten waardoor er voor het eerst voor Zwitserland tijdens de Olympische zomerspelen sprake was van een "clean sweep".

### Veldrijden
In haar jeugdjaren deed Neff ook aan veldrijden. Zo werd ze in 2011 tweede op het Zwitsers kampioenschap voor junioren. In het seizoen 2017-2018 deed ze voor het eerst mee aan internationale wedstrijden. Zo won ze in Bern een manche van de EKZ CrossTour. De Duinencross werd dat seizoen haar eerste Wereldbeker ooit. Ze eindigde er als veertiende. Later dat seizoen behaalde ze nog top tien plaatsen in de Citadelcross in Namen en de GP Eric De Vlaeminck in Zolder. Begin 2018 kwam ze samen met Pauline Ferrand-Prévot zwaar ten val tijdens de GP Adrie van der Poel in Hoogerheide, waardoor ze het wereldkampioenschap in Valkenburg moest missen. Ook in het seizoen 2018-2019 nam ze deel aan de wereldbekers in Namen en Zolder. In de Citadelcross finishte ze als vijfde. Bij de start van de GP Eric De Vlaeminck werd ze echter opgehouden door een val van Annemarie Worst en werd zodoende slechts 26e. Op 1 januari 2019 won ze de GP Sven Nys in Baal na een felle tweestrijd met wereldkampioene Sanne Cant.

### Wegwielrennen
Naast mountainbiken en veldrijden is Neff ook geregeld actief op de weg. Dit deed ze voor verschillende ploegen: Rabobank-Liv Woman (2013), Servetto Footon (2015–2016) en vanaf 2019 voor Trek-Segafredo.
In 2011 werd ze Zwitsers kampioen bij de junioren. Als elite deed ze dit in 2015 nog eens over. Dat jaar behaalde ze verschillende ereplaatsen in World Tour-wedstrijden, waaronder de derde plaats in de Trofeo Alfredo Binda en een negende plek op het wereldkampioenschap. Een jaar later won ze op een haar na de Trofeo Alfredo Binda. Ze werd in de slotfase gegrepen door Elizabeth Deignan en Megan Guarnier en werd uiteindelijk derde. Later dat seizoen behaalde ze ook nog een tiende plek in de Waalse Pijl en won ze twee ritten en het eindklassement van de Ronde van Polen. In augustus nam ze deel aan de Olympische wegwedstrijd, waarin ze achtste werd.

## Palmares

### Mountainbiken

#### Overwinningen
| Jaar   | Wereldbeker                                           | OS   | WK   | EK   | ZK    | Overige | Aantal zeges |
| ------ | ----------------------------------------------------- | ---- | ---- | ---- | ----- | --- | ------------ |
| 2012   |                                                       | DNQ  | NVT  | NVT  | NVT   | Thal, Walzenhausen, Einsiedeln                                                                                     | 3            |
| 2013   |                                                       | NVT  | NVT  | NVT  | NVT   | | 0            |
| 2014   | Pietermatitzburg, Mt-St-Anne, Méribel, Eindklassement | NVT  | NVT  | NVT  | Goud  | Voronkili, Buchs, Montichiara, Teserette, Granichen, Lenzerheide, Roggwil, Muttenz, Bad Salzdetfurth, Jelenia Gora | 14           |
| 2015   | Nové Město, Albstadt, Mt-St-Anne, Eindklassement      | NVT  | 9e   | Goud | Brons | Schaan, Tesserete, Solothurn, Bakoe, Gränichen, Montsevellier                                                      | 10           |
| 2016   | La Bresse, Vallnord                                   | 6e   | 8e   | Goud | Goud  | Rivera, Buchs, Gränichen, Bad Säckingen, Muttenz, Hadleigh Park                                                    | 10           |
| 2017   | Val di Sole                                           | NVT  | Goud | DNF  | Goud  | Solothurn | 4            |
| 2018   | Albstad, Mt-St-Anne, La Bresse, Eindklassement        | NVT  | 4e   | ↑    | Goud  | Gränichen, Chelva                                                                                                  | 7            |
| 2019   |                                                       | NVT  | ↑    | ↑    | Goud  | Heubach, Basel, Tokio                                                                                              | 5            |
| 2020   |                                                       | NVT  | 6e   | DNF  | Goud  | | 1            |
| 2021   |                                                       | Goud |      |      |       | | 1            |
| Totaal | 12                                                    | 1    | 1    | 4    | 6     | 31 | 55           |

#### Jeugd
| Categorie | Jaar                               | Wereldbeker | WK     | EK   | ZK | Overige | Aantal zeges |
| --------- | ---------------------------------- | ----------- | ------ | ---- | -- | ------- | ------------ |
| Junioren  |                                    |             |        |      |    |         |              |
| 2010      | Champéry, Val di Sole              | —           | 5e     | Goud |    | 3       |              |
| 2011      | Offenburg, Nové Město, Val di Sole | 4e          | Goud   | Goud |    | 5       |              |
| Totaal    | 5                                  | 0           | 1      | 2    | 0  | 8       |              |
| Beloften  |                                    |             |        |      |    |         |              |
| 2012      | Nové Město, Windham, Val d'Isère   | ↑           | Goud   | Goud |    | 6       |              |
| 2013      |                                    | ↑           | 4e     | Goud |    | 2       |              |
| 2014      |                                    | Goud        | Zilver | NVT  |    | 1       |              |
| Totaal    | 3                                  | 3           | 1      | 2    | 0  | 9       |              |

### Veldrijden

#### Resultatentabel elite
| Seizoen   |    | WK | EK | ZK  |     | Klassementen | Klassementen | Klassementen | Klassementen |       | UCI- ranking |   | Podia | Podia | Podia | Aantal crossen |
| Seizoen   | WB | WK | EK | ZK  | SP  | Trofee       | EKZ          | Goud         | Zilver       | Brons | UCI- ranking |   |       |       |       | Aantal crossen |
| --------- | -- | -- | -- | --- | --- | ------------ | ------------ | ------------ | ------------ | ----- | ------------ | - | ----- | ----- | ----- | -------------- |
| 2008-2009 |    | –  | –  | –   |     | –            |              | –            |              |       | –            |   | –     | –     | –     | 1              |
| 2009-2010 | –  | –  | –  | –   | –   | –            | –            | –            | –            | –     |              |   |       |       |       |                |
| 2010-2011 | –  | –  | –  | –   | –   | –            | –            | –            | –            | –     |              |   |       |       |       |                |
| 2011-2012 | –  | –  | –  | –   | –   | –            | –            | –            | –            | –     |              |   |       |       |       |                |
| 2012-2013 | –  | –  | 7e | –   | –   | 185e         | –            | –            | –            | 2     |              |   |       |       |       |                |
| 2013-2014 | –  | –  | –  | –   | –   | –            | –            | –            | –            | –     |              |   |       |       |       |                |
| 2014-2015 | –  | –  | –  | –   | –   | –            | –            | –            | –            | –     | –            |   |       |       |       |                |
| 2015-2016 | –  | –  | –  | –   | –   | –            | –            | 229e         | 1            | –     | –            | 1 |       |       |       |                |
| 2016-2017 | –  | –  | –  | –   | –   | –            | 38e          | 341e         | –            | –     | –            | 1 |       |       |       |                |
| 2017-2018 | –  | –  | –  | 26e | –   | –            | 7e           | 42e          | 2            | 1     | –            | 8 |       |       |       |                |
| 2018-2019 | 6e | –  | ↑  | 38e | 28e | 22e          | 24e          | 27e          | 3            | –     | –            | 9 |       |       |       |                |
| 2019-2020 | –  | –  | –  | 48e | –   | –            | –            | 73e          | 1            | 1     | –            | 2 |       |       |       |                |
| 2020-2021 | –  | –  | –  | –   | –   | –            | –            | –            | –            | –     | –            | – |       |       |       |                |
| 2021-2022 |    |    |    |     |     |              |              |              | 1            | –     | –            | 4 |       |       |       |                |
| 2022-2023 |    |    |    |     |     |              |              | 1            | –            | –     | 1            |   |       |       |       |                |
| Totaal    |    | –  | –  | 1   |     | –            | –            | –            | –            |       | –            |   | 9     | 2     | –     | 29             |

#### Overwinningen elite
| Nr. | Seizoen   | Datum             | Veldrit                            | Cat. | Wedstrijdserie             |
| --- | --------- | ----------------- | ---------------------------------- | ---- | -------------------------- |
| 1.  | 2015-2016 | 15 november 2015  | Flückiger Cross, Madiswil          | C2   | Overige (#1)               |
| 2.  | 2017-2018 | 1 oktober 2017    | EKZ CrossTour Bern                 | C2   | EKZ CrossTour (#1)         |
| 3.  | 2017-2018 | 2 januari 2018    | EKZ CrossTour Meilen (#1)          | C1   | EKZ CrossTour (#2)         |
| 4.  | 2018-2019 | 1 januari 2019    | GP Sven Nys, Baal                  | C1   | DVV Verzekeringen Trofee   |
| 5.  | 2018-2019 | 2 januari 2019    | EKZ CrossTour Meilen (#2)          | C1   | EKZ CrossTour (#3)         |
| 6.  | 2018-2019 | 13 januari 2019   | Zwitsers kampioenschap, Sion       | CN   | Zwitserse kampioenschappen |
| 7.  | 2019-2020 | 20 september 2019 | Trek Cup, Waterloo (#1)            | C2   | Overige (#2)               |
| 8.  | 2021-2022 | 8 oktober 2021    | Trek Cup, Waterloo (#2)            | C2   | Overige (#3)               |
| 9.  | 2022-2023 | 20 november 2022  | North Carolina Grand Prix - Day 1, | C2   | Overige (#4)               |

### Wegwielrennen

#### Overwinningen
2015
 Zwitsers kampioenschap op de weg
2016
1e en 3e etappe Ronde van Polen
 Eindklassement Ronde van Polen
 Puntenklassement Ronde van Polen
2018
 Zwitsers kampioenschap op de weg
2023
3e en 4e etappe Trofeo Ponente in Rosa
Eind- en puntenklassement Trofeo Ponente in Rosa

#### Resultaten in voornaamste wedstrijden
| Jaar | Gent-Wevelgem | Trofeo Alfredo Binda | Waalse Pijl |  | WK op de weg |
| ---- | ------------- | -------------------- | ----------- |  | ------------ |
| 2013 |               |                      |             |  | 29e          |
| 2014 |               |                      |             |  |              |
| 2015 |               | 6e                   | 28e         |  | 9e           |
| 2016 | 13e           | ↑                    | 10e         |  |              |
| 2017 |               |                      |             |  |              |
| 2018 |               |                      |             |  | 22e          |

#### Jeugd
1x  Zwitsers kampioenschap op de weg: 2011 (junioren)
1996: Paola Pezzo ·
2000: Paola Pezzo ·
2004: Gunn-Rita Dahle ·
2008: Sabine Spitz ·
2012: Julie Bresset ·
2016: Jenny Rissveds ·
2020: Jolanda Neff ·
2024: Pauline Ferrand-Prévot
- Virtual International Authority File: 9381152684039523430008